# .vg
.vg – domena internetowa przypisana do Brytyjskich Wysp Dziewiczych. Została utworzona 20 lutego 1997. Zarządcą domeny jest Telecommunications Regulatory Commission of the Virgin Islands.
Rejestracja domen jest otwarta dla każdego. Czasami domeny .vg są używane dla stron o grach komputerowych jako skrót od słów Video Game (vg).